# Markarjan 421
Markarjan 421 (Mrk 421, auch Mkn 421) ist ein Blasar im Sternbild Großer Bär, der erstmals von Benjamin Markarjan systematisch beobachtet wurde. Er ist etwa 400 Millionen Lichtjahre von der Erde entfernt. In seinem Zentrum befindet sich ein Schwarzes Loch, der entstehende Jet-Strahl hat fast Lichtgeschwindigkeit und ist in Richtung Erde gerichtet. 
Markarjan 421 wird seit 1995 systematisch mit HEGRA auf La Palma beobachtet. Anfang des Jahres 2001 wurde die bisher höchste Aktivität verzeichnet.
Markarjan 421 gehört mit Markarjan 501 zu den nächsten und stärksten hochenergetischen Gammastrahlenquellen. Beide sind wichtige Objekte zur Überprüfung neuer theoretischer physikalischer Ansätze.